# Orogenesi Pan-Africana
L'orogenesi Pan-Africana fu una serie di eventi orogenetici del Neoproterozoico collegati alla formazione dei supercontinenti Gondwana e Pannotia avvenuti circa 600 milioni di anni fa. Questa orogenesi è conosciuta anche come orogenesi Pan-Gondwaniana e orogenesi Saldaniana.
L'orogenesi Pan-Africana e l'orogenesi di Grenville sono i più grandi sistemi orogenetici conosciuti sulla Terra. Il totale della crosta continentale formatasi durante le orogenesi Pan-Africana e di Grenville, fanno del Neoproterozoico il periodo della storia terrestre che ha prodotto il maggior quantitativo di crosta continentale.

## Storia e terminologia
Il termine Pan-Africano fu coniato da Kennedy nel 1964 per descrivere un evento tettonico-termico di circa 500 milioni di anni fa quando in Africa si formarono una serie di cinture mobili tra antichi cratoni. Venivano usati fino ad allora altri termini per riferirsi a simili eventi orogenetici in altri continenti, come la Brasiliana in Sud America, Adelaidiana in Australia e Beardmore nell'Antartide.
Successivamente, quando la tettonica delle placche divenne generalmente accettata, la terminologia Pan-Africana si estese a tutto il supercontinente Gondwana. Poiché la formazione della Gondwana aveva coinvolto parecchi continenti e si era estesa dl Neoproterozoico fino al Paleozoico inferiore, la Pan-Africana non poteva più essere considerata una singola orogenesi, ma piuttosto un ciclo orogenetico che includeva l'apertura e la chiusura di molti oceani e la collisione di parecchi blocchi continentali. Inoltre gli eventi Pan-Africani erano contemporanei all'orogenesi cadomiana in Europa e all'orogenesi del Bajkal in Asia, e le croste continentali di queste aree erano probabilmente parte della Pannotia (cioè della Gondwana quando si formò inizialmente) durante il Precambriano.
I tentativi di collegare le cinture orogenetiche Pan-Africane con le cinture Brasiliane sull'altra parte dell'Atlantico sono risultati in molti casi problematici.